# يوسف الجراح
يوسف الجراح (26 أكتوبر 1965 -)، ممثل ومذيع سعودي.

## حياته
ولد في المدينة المنورة، كان يعمل مدرساً في مدرسة النموذجية ودرس فيها، ثم تنقل في أعمال مختلفة قبل انتقاله إلى التمثيل ومن أعماله: مسلسل أبو مشعاب ومسلسل طاش ما طاش، ومن أشهر أدواره العميد أسعد عمر قلي (خال فؤاد).
وهو بطل مسلسل جاري يا حمودة.
قام بالاشتراك في تقديم برنامج آدم على قناة إم بي سي بالاشتراك مع أيمن الزيود. وقدم مسلسل يوميات عباس على الإذاعية على موجة MBC FM.

## مرضه
تعرض لنوبة قلبية أثناء سفره الولايات المتحدة للعمل، وقد تلقى هناك العلاج حتى عاد بعد شفائه إلى السعودية.

## أعماله

### المسلسلات
| سنة الإنتاج | اسم المسلسل                   | بمشاركة |
| ----------- | ----------------------------- | --- |
| 1984        | غدا يوم آخر                   | عبد الرحمن آل رشي، هشام كفارنه |
| 1985        | لا يحوشك حبروك                | عبد الله السدحان، سعد خضر، محمد بخش، عبد الإله السناني |
| 1985        | عودة عصويد                    | محمد الطويان، محمد العلي، منى واصف، ناصر القصبي، عبد الله السدحان، راشد الشمراني، محمد الكنهل، خالد سامي، أيمن زيدان، حسن دكاك، نادين خوري , مها المصري، عبد الرحمن الخطيب                                                 |
| 1987        | الملقوف                       | بكر الشدي، محمد الكنهل، مها المصري، علي الهويريني، محمد المنصور |
| 1989        | الاول تحول                    | عبد الله السدحان، عبد الإله السناني، عبد الرحمن الخريجي، علي إبراهيم، عبد العزيز الحماد، بشير غنيم، عبد الرحمن الخطيب، علي الهويريني، محمد الزهراني، تركي اليوسف                                                           |
| 1990        | بداية نهاية                   | ناصر القصبي، محمد العلي، ماجد العبيد، فؤاد بخش، علي إبراهيم، حسن عسيري، عبير الجندي. عبد الله السناني |
| 1990        | وادي الغزلان                  | ناصر القصبي، حسن أبو حسنة، خالد سامي |
| 1991        | حكايات قصيرة                  | محمد العلي، عبد الله السدحان، ناصر القصبي، علي المدفع، عبد الإله السناني |
| 1992        | أبو مشعاب                     | راشد الشمراني، عبد الله السدحان، ناصر القصبي |
| 1993 - 2011 | طاش ما طاش                    | عبد الله السدحان، ناصر القصبي |
| 1993        | فكية الكلام في السفرة والطعام | عبد الله العامر، تركي اليوسف |
| 1994        | الغربال                       | عبد العزيز الحماد، راشد الشمراني، عبد الله السدحان، من سوريا وفاء موصللي، مها المصري |
| 1997        | الوهم (ضيف شرف)               | عبد العزيز الحماد، محمد العلي، أسمهان توفيق، محمد العيسى، زينب العسكري، فضيلة المبشر، فايز المالكي |
| 1997        | الحاسة السادسة                | محمد العلي، خالد سامي، سعاد علي، فضيلة المبشر |
| 1998        | عائلة أبو رويشد               | إبراهيم الصلال، خالد سامي، لطيفة المجرن، محمد العيسى، فايز المالكي، فضيلة المبشر |
| 1998        | عفية شلهوب                    | من بشير الغنيم، سوريا، عدنان بركات، جيانا عيد، رضوان عقيلي |
| 1998        | متعب                          | نجلاء عبد الله، حسن أبو حسنة |
| 1999        | الديرة                        | محمد العلي، سعد خضر، جعفر الغريب |
| 2000        | تحت الصفر                     | أسمهان توفيق، عبد الرحمن العقل، سمير الناصر، محمد العيسى، بدرية أحمد |
| 2000        | أساطير شعبية                  | محمد العلي، عبد العزيز الحماد، عبد الله السدحان، ناصر القصبي، محمد العيسى |
| 2000        | شكرا يا                       | عبد العزيز الحماد، سعاد علي، هدى الخطيب، زينب العسكري، بدرية أحمد، جعفر الغريب، زهرة عرفات |
| 2002        | خلك معي 7                     | محمد العلي، عبد الله السدحان، ناصر القصبي |
| 2004        | أبو العصافير                  | خالد سامي |
| 2008        | وشوشه                         | حبيب الحبيب، بشير الغنيم |
| 2009        | شعبان في رمضان                | إنتصار الشراح، بشير الغنيم، رزيقة الطارش، أمينة القفاص، عبير أحمد |
| 2009        | جاري يا حمودة                 | محمد المنصور، علي المدفع |
| 2010        | وش وشة                        | سعاد علي، زهرة عرفات، بشير غنيم، حبيب الحبيب، عماد اليوسف |
| 2010        | شيكات                         | سعد المدهش، بشير الغنيم، ريماس منصور. سعد الصالح، عبد الله السناني، أغادير السعيد |
| 2012        | من الآخر                      | حبيب الحبيب، راشد الشمراني، ريماس منصور، مريم الغامدي، ريم عبد الله، محمد المفرح |
| 2012        | طالع نازل                     | عبد الله السدحان، عبد الله السناني، حسن ابو حسنه، محمد المفرح، ألهام الرشيدي، ريماس منصور، عبد العزيز المبدل |
| 2012        | كلام الناس                    | حسن عسيري، خالد سامي، ريماس منصور، مريم الغامدي، بشير الغنيم، محمد الحجي |
| 2012        | ألو مرحبا                     | مروة محمد، عبد الله السناني |
| 2012        | الفلتة 2 (ضيف شرف)            | طارق العلي، منى شداد، سلطان الفرج |
| 2012        | واي فاي (ضيف شرف)             | مجموعة من الممثلين |
| 2012        | يا تصيب يا تخيب               | هيفاء حسين، شمعة محمد، شفيقة يوسف، خالد البريكي، بشير الغنيم |
| 2013        | الخطاف                        | سمير الناصر، تركي اليوسف |
| 2013        | كلام الناس 2                  | حسن عسيري، خالد سامي |
| 2015        | سيلفي                         | ناصر القصبي، حبيب الحبيب، عبد الإله السناني |
| 2016        | سيلفي 2 (ضيف شرف)             | ناصر القصبي، حبيب الحبيب، عبد الإله السناني |
| 2016        | شد بلد                        | سمير الناصر، أسعد الزهراني، مروة محمد، خالد سامي، ريماس منصور |
| 2016        | مستر كاش                      | عبد الله السدحان، محمد العيسى |
| 2016        | حارة الشيخ                    | محمد بخش، خالد الحربي، مريم الغامدي، وجنات الرهبيني، سناء يونس، عبد المحسن النمر |
| 2017        | سيلفي 3                       | ناصر القصبي، عبد الحسين عبد الرضا، حبيب الحبيب، ريم عبد الله، ريماس منصور، عبد الإله السناني، اسعد الزهراني |
| 2017        | سناب شاف                      | بشير غنيم، سمير الناصر، وجنات الرهبيني، نيرمين محسن، ليلى السلمان، عبد الرحمن الخطيب، ابراهيم الحساوي، عبد الله السناني، ريماس منصور، هدى الخطيب، مروة محمد، شافي الحارثي، مرزوق الغامدي، محمد المنصور، مجموعة من الممثلين |
| 2017        | أصعب قرار                     | مجموعة من الممثلين |
| 2023        | طاش العودة                    | ناصر القصبي، عبد الله السدحان، حبيب الحبيب، بشير الغنيم. راشد الشمراني. محمد الطويان. شيرين حطاب. وجنات الرهبيني. سناء بكر يونس. دانه آل سالم                                                                              |

### المسرحيات
| سنة الإنتاج | اسم المسرحية  | بمشاركة                                                                       |
| ----------- | ------------- | ----------------------------------------------------------------------------- |
| 1989        | ولد الديرة    | عبد الله السدحان، ناصر القصبي، عبد الإله السناني، عبد الله السناني            |
| 1991        | للسعوديين فقط | عبد الله السدحان، بكر الشدي، عبد الإله السناني، بشير الغنيم، عبد الله السناني |
| 2000        | قطع غيار      | مجموعة من الممثلين                                                            |
| 2010        | ختم المدير    | ماجد العبيد                                                                   |
| 2012        | عايله مايله   | ماجد العبيد                                                                   |
| 2022        | طار بالعجة    | راشد الشمراني. عبد الله عسيري.                                                |

### برامج تلفزيونية
- قدم برنامج (آدم) على قناة mbc1
- قدم برنامج (الله يعطيك خيرها) على القناة السعودية عام 2018
- قدم برنامج (العبقري الصغير) على القناة السعودية عام 2021.[5]

### من الأعمال الإذاعية
- يوميات عباس.

### الدبلجة
- أساطير في قادم الزمان - الأب بدر

## وصلات خارجية
- يوسف الجراح على موقع قاعدة بيانات الأفلام العربية
- يوسف الجراح في قاعدة بيانات الأفلام العربية.